# Гуирская славковая танагра
Гуирская славковая танагра (лат. Hemithraupis guira) — вид птиц из семейства танагровых. Птицы обитают на плантациях, в субтропических и тропических низменных влажных и сильно деградированных лесах и засушливых саваннах, на высоте до 1000 метров над уровнем моря. Длина тела 13 см, масса 9,5—14 грамм.
Выделяют восемь подвидов:
- Hemithraupis guira nigrigula — от Венесуэлы (локально на востоке Анды) восточнее до Гайаны, Французской Гвианы и северо-восточной Бразилии севернее от реки Амазонки;
- Hemithraupis guira roraimae — в регионе горы Рорайма в Венесуэле и Гайана;
- Hemithraupis guira guirina — Колумбия (от долин рек Каука и Магдалена и восточных Анд — на западных склонах от Сантандера жнее до Уила и восточных склонах Бояка и Кундинамарки), Эквадор (к западу от Анд) и северо-западный Перу (северо-запад Тумбес);
- Hemithraupis guira huambina — южная Колумбия (Нариньо), восточный Эквадор, восточный Перу и западная Бразилия (восточнее от реки Мадейра);
- Hemithraupis guira boliviana — восточная Боливия, северо-западная Аргентина и, возможно, в Мату-Гросу (центральная Бразилия);
- Hemithraupis guira amazonica — центральная Бразилия южнее от реки Мадейра (между реками Мадейра и Тапажос);
- Hemithraupis guira guira — в восточно-центральной Бразилии от реки Токантинс восточнее Сеара и южнее до Гояс и северо-западного Баия, а также на крайнем северо-востоке Бразилии — от Параиба и Алагоас;
- Hemithraupis guira fosteri — восточный Парагвай, северо-восточная Аргентина (Мисьонес) и во внутренней Бразилии от Минас-Жерайса южнее до Риу-Гранди-ду-Сула.